# Madonnan med nejlikan (Rafael)
Madonnan med nejlikan (italienska: La Madonna dei Garofani) är en liten oljemålning som attribueras till den italienske renässanskonstnären Rafael. Den målades cirka 1506–1507 och ingår sedan 2004 i National Gallerys samlingar i London. 
Madonnan med barnet var ett av renässansmåleriets vanligaste motiv och i synnerhet Rafael utförde ett stort antal sådana tavlor. Jungfru Maria och Jesusbarnet håller nejlikor i handen, vilket förebådar Jesu död på korset. Enligt kristna legender började nejlikor blomma vid korsfästelsen där Marias tårar föll.
Tavlan målades under Rafaels florentinska period (1504–1508) då han verkade parallellt med de äldre Leonardo da Vinci och Michelangelo som båda influerade honom. Den troddes länge vara en kopia, men 1991 attribuerade den brittiske konsthistorikern Nicholas Penny målningen till Rafael. Detta är dock inte oomstritt. Målningen har flera likheter med Leonardos Benoismadonnan (cirka 1478–1480). Leonardo har också målat en tavla med namnet Madonnan med nejlikan.